# Meliosma bogotana
Meliosma bogotana är en tvåhjärtbladig växtart som beskrevs av Julian Alfred Steyermark. Meliosma bogotana ingår i släktet Meliosma och familjen Sabiaceae. Inga underarter finns listade.